# Strobilurus (champignon)
Pour les articles homonymes, voir Strobilurus.
Genre
Strobilurus (du latin strobile, cône des pins), les Collybies des cônes (du grec kollubos, « petite pièce, monnaie », en référence au chapeau mince), est un genre de champignons Basidiomycètes de la famille des Physalacriaceae. Ces petits champignons lignicoles de forme collybioïde ont des chapeaux aux lames échancrées moyennement espacées. Ils sont présents sur l'ensemble de l'hémisphère Nord où ils se développent sur les cônes en décomposition de Pins, d'Épiceas, de Magnolias ou des fruits de Liquidambars. Il s'agit d'un groupe phylogénétiquement cohérent. La Collybie tenace (S. tenacellus) est à l'origine de la découverte des fongicides du groupe strobilurine.

## Systématique

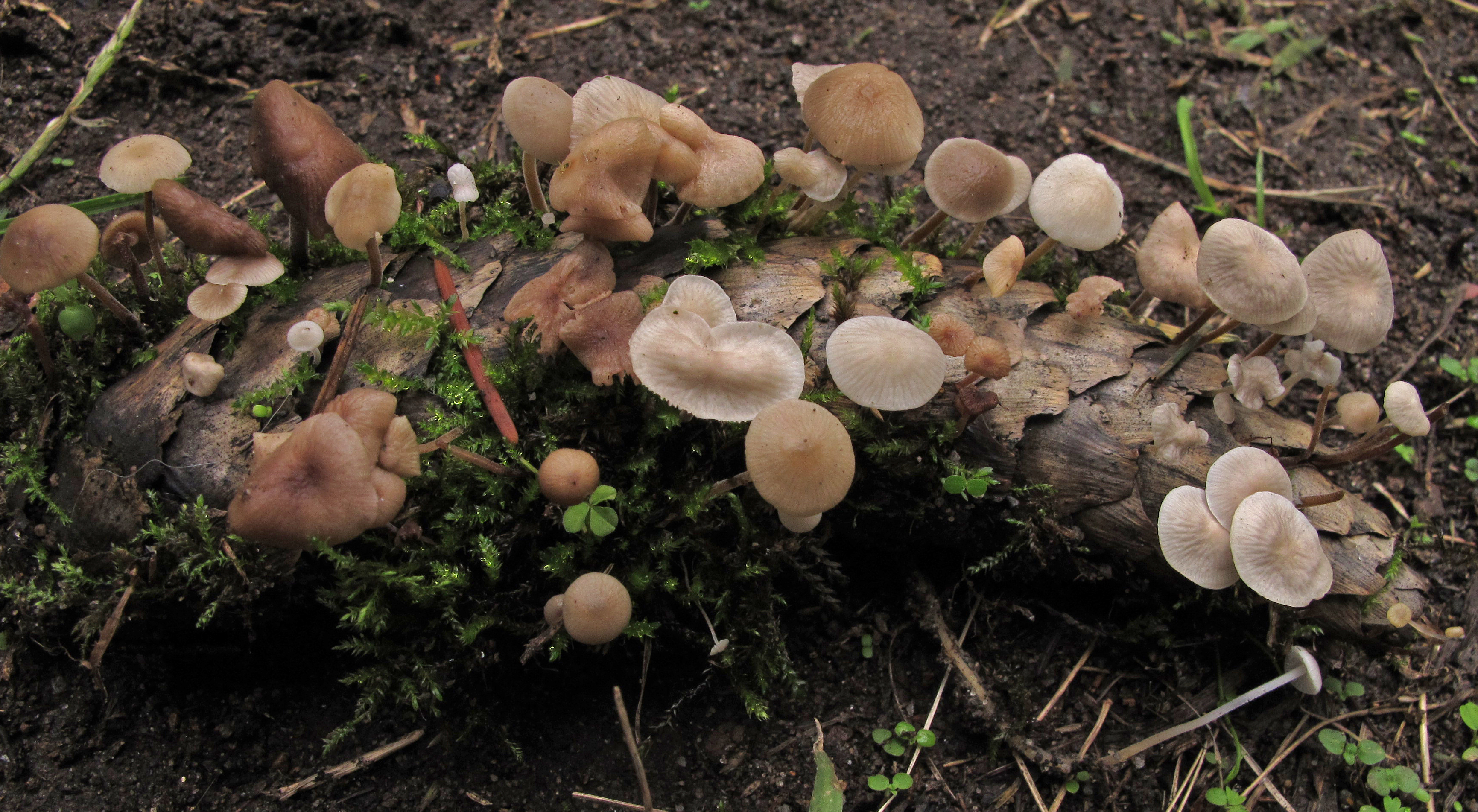
S. albipilatus, la Collybie à poils blancs, proche de S. lignitilis (Amérique du Nord)

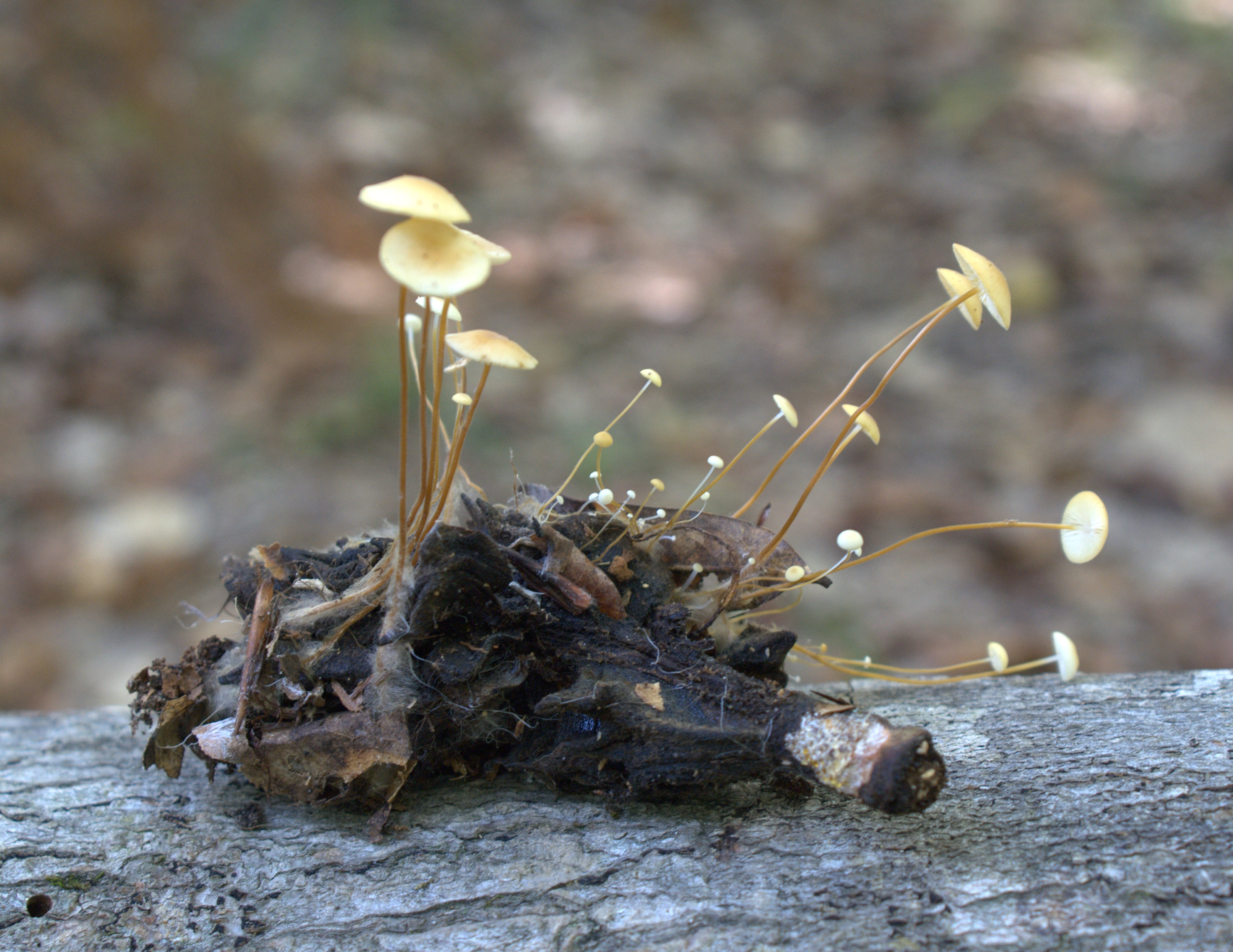
Strobilurus conigenoides, espèce type du genre, sur un vieux cône de Magnolia (Texas, USA)

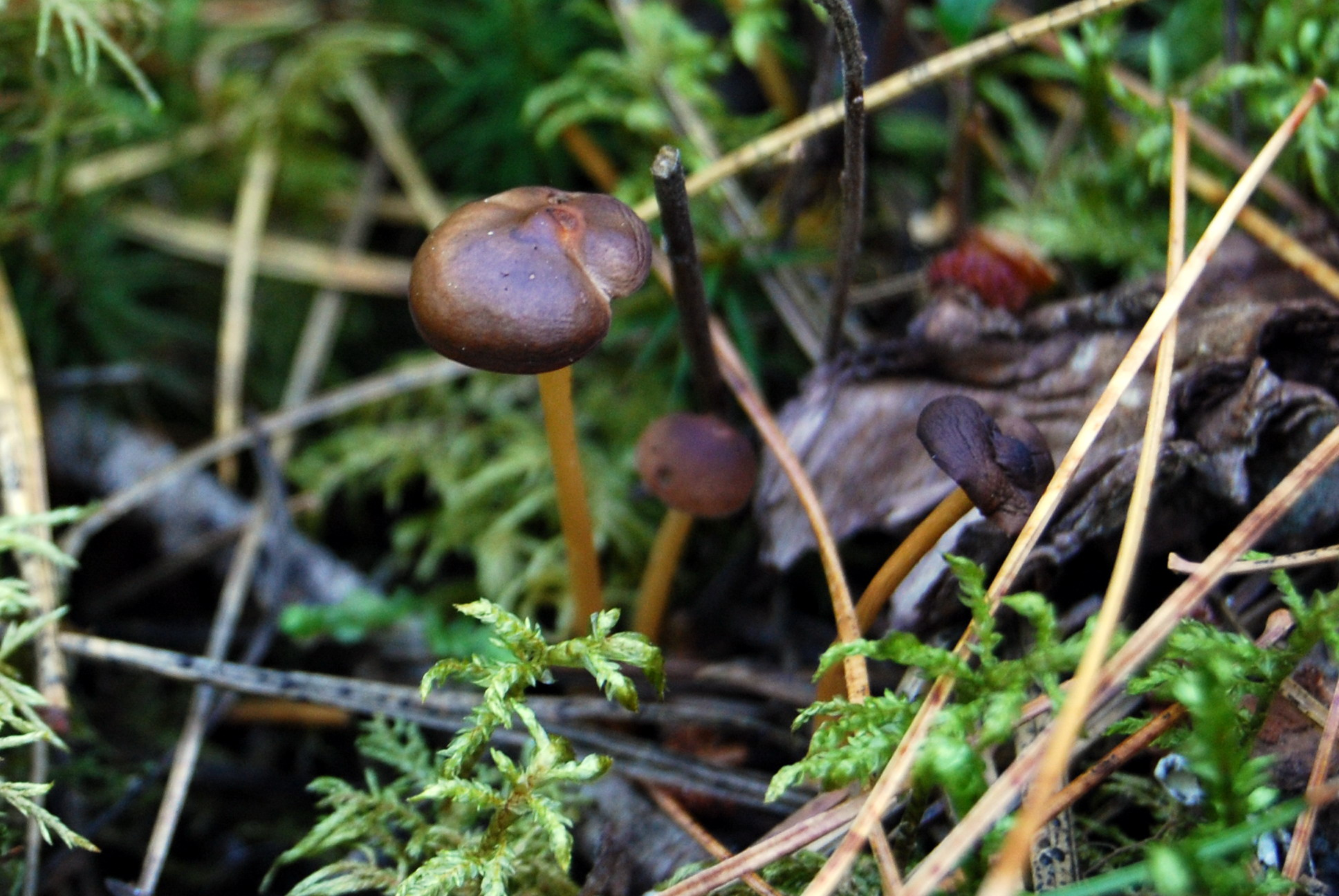
S. stephanocystis, la Collybie des cônes de pin, sur le Pin sylvestre (Europe)

Le genre Strobilurus est issu de la scission du genre Pseudohiatula, une création de 1938 regroupant une partie de l'ancienne conception des genres Collybia et Marasmius. Il s'avère que le critère principal ayant fondé ce genre, la structure particulière du pileus de la cuticule, n'est pas suffisant. En 1962, le mycologue allemand Rolf Singer créé alors le genre Strobilurus avec pour base l'espèce type Strobilurus conigenoides. Ses critères distinctifs sont le développement sur cônes, l'aspect collybioïde, des hyphes simples, des spores inamyloïde, une cuticule hyméniforme, la présence de cystides et une base de tomenteuse radicante. Il comprend alors trois espèces européennes en plus de l'espèce type : S. stephanocystis, S. tenacellus et S. esculentus,.
Le terme Strobilurus est dérivé du latin strobilo qui provient lui-même du grec ancien στρόβιλος, stróbilos, signifiant entre autres « cône de conifère ».
En 1971, le mycologue américain Phyllis E. Kempton fait la monographie du genre pour les espèces d'Amérique du Nord. Six autres espèces sont alors reconnues : S. albipilatus, S. wyomingensis, S. lignitilis, S . occidentalis, S . trullisatus, S . conigenus  et S. kemptoniae ; les deux dernières ayant été synonymisées depuis. En 1994, S. ohshimae est décrite depuis le Japon, tout comme S. luchuensis en 2016. S.diminutivus est décrite en 2000 depuis les montagnes californiennes aux USA. Quant à S. orientalis et S. pachycystidiatus, elles ont été décrites depuis la Chine en 2018,. Lors de cette dernière étude, internationale, un groupe distinct apparaît, correspondant à une espèce pas encore décrite ; ses spécimens ayant été récoltés sur des cônes de Pinus peuce en Macédoine du Nord.
En 2018, des recherches moléculaires démontrent que Strobilurus est un groupe cohérent monophylétique, à l'exception de S. ohshimae. Les analyses biogéographiques indiquent que les échanges historiques d'espèces entre l'Asie de l'Est, l'Europe et l'Amérique du Nord, la vicariance ultérieure et la spécificité des substrats ont contribué conjointement à la diversification de Strobilurus. L'association avec les cônes de Pin semble être ancestrale, suivie de transitions vers ceux de Magnolia, de Picea, Pseudotsuga et Tsuga.

### Arbre phylogénétique
Cet arbre phylogénétique du genre Strobilorus est construit à partir des travaux de 2018 de Quin (Chine), Horak (Autriche), Popa (Allemagne) et Rexer (Allemagne). Entre parenthèses, se trouvent les arbres dont les cônes sont des hôtes prouvés des espèces mentionnées.
- Strobilurus
  - S. pachycystidiatus (Pinus armandii)
    - S. luchuensis (Pinus yunnanensis, Pinus massoniana, Pinus luchuensis)
    - S. stephanocystis (Pinus sylvestris)

  - S. conigenoides (Magnolia sp.)
    - S. tenacellus (Pinus sylvestris)
      - S.diminutivus (Pinus ponderosa, Pinus lambertiana, Pinus jeffreyi)
      - S. trullisatus (Pseudotsuga menziesii, Pinus ponderosa)

    - S. esculentus (Picea abies)
    - S. orientalis (Pinus armandii)
      - S. lignitilis (Pseudotsuga menziesii, Picea, Tsuga heterophylla et bois)
        - S. occidentalis (Picea sitchensis, Picea glauca)
        - S. sp., espèce non décrite (Pinus peuce)
        - S. wyomingensis (Picea sp. et bois)

## Description

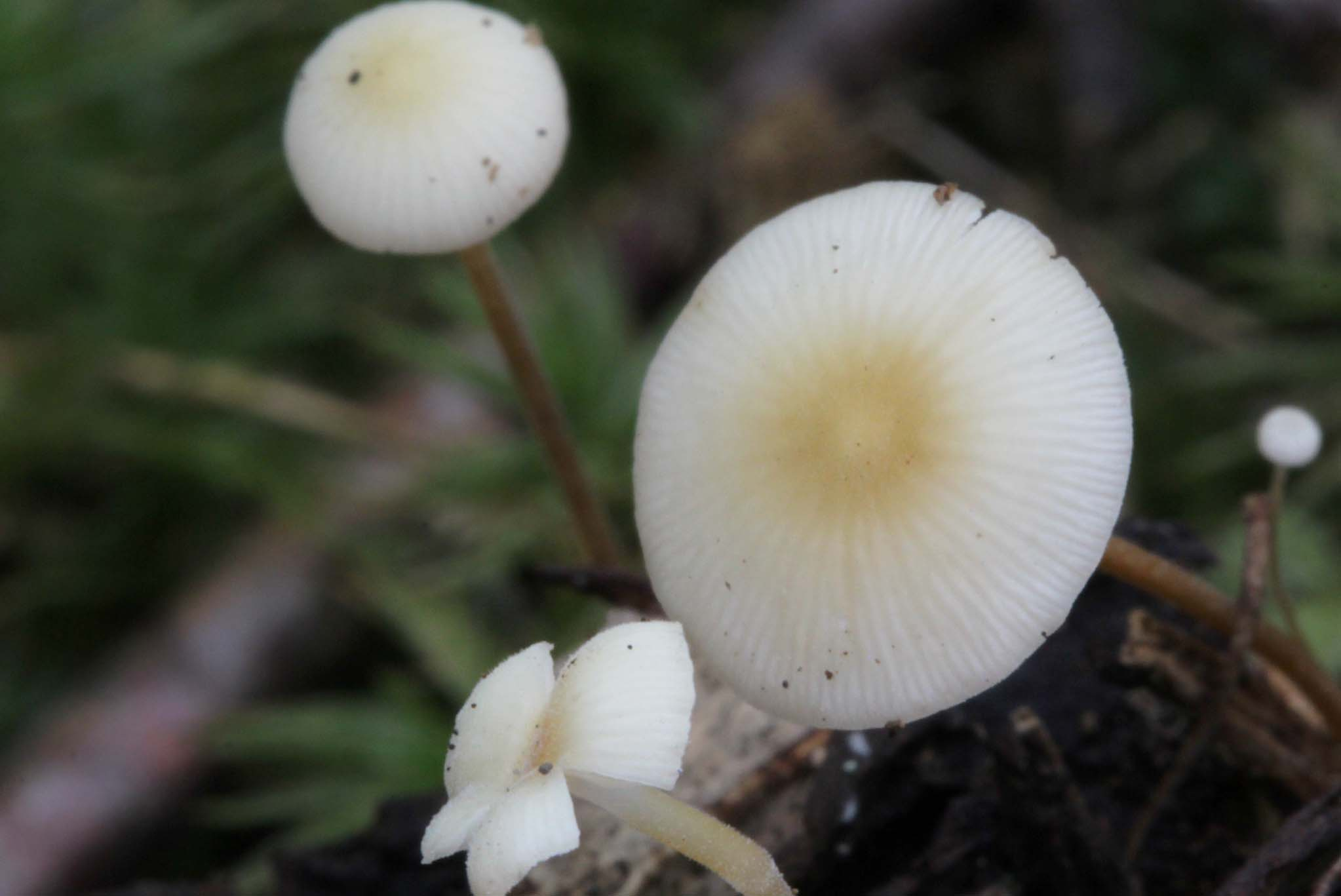
Chapeau plat à faiblement conique dit « collyboïde » (S. conigenoides)

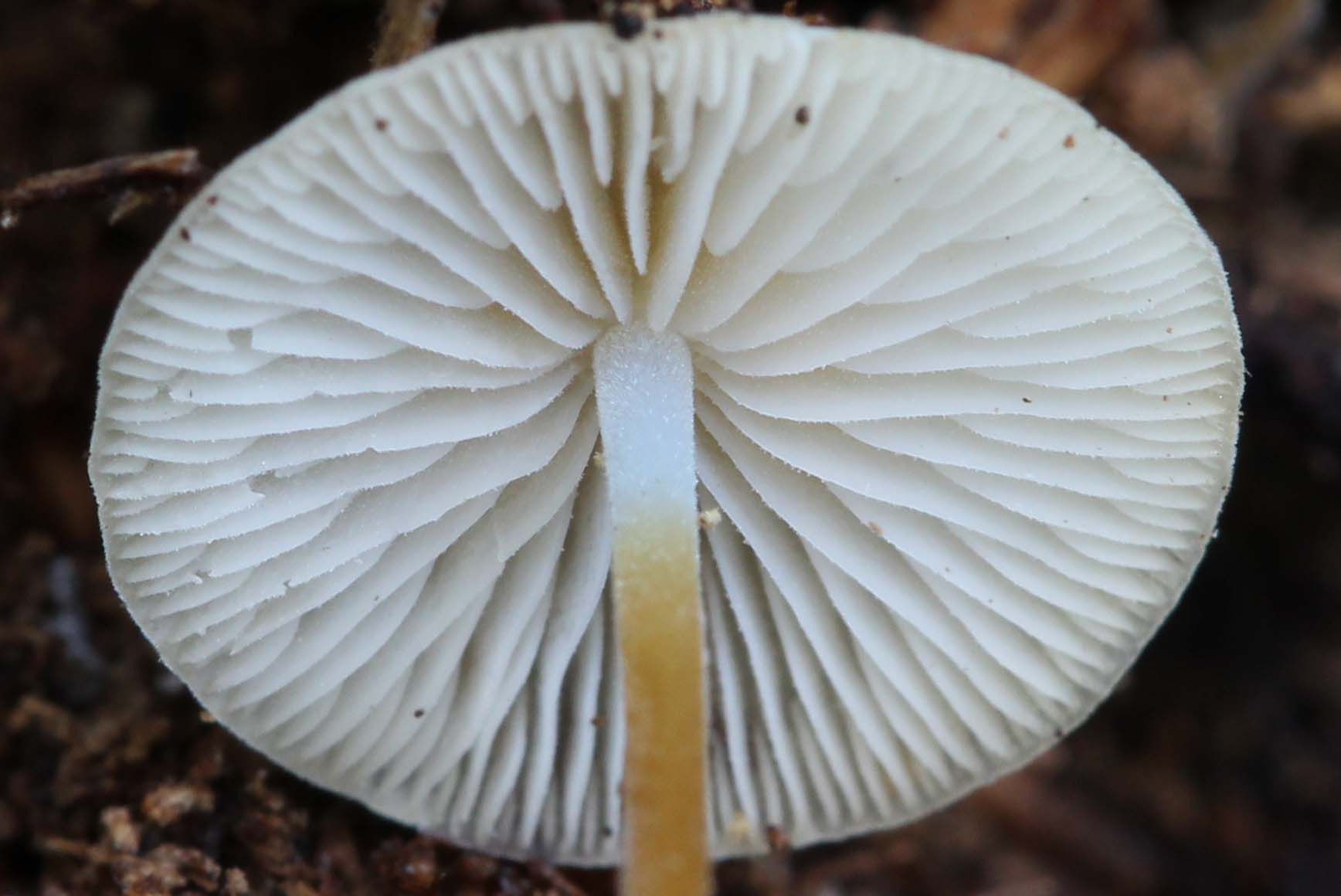
Lamelles échancrées à densité moyenne, haut du pied plus clair que le bas (S. conigenoides)

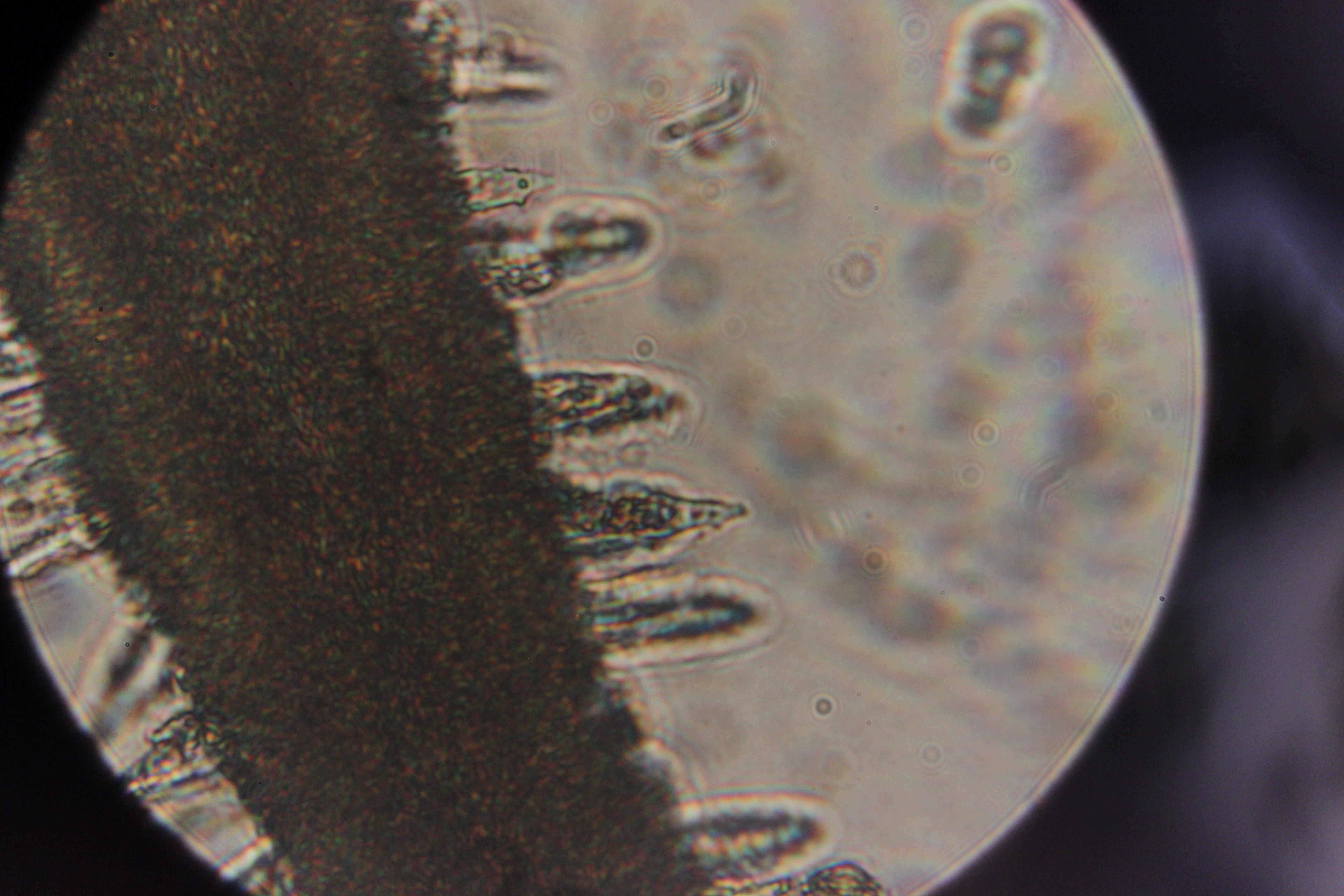
Cystides sur les crêtes des lamelles de S. tenacella

Le genre Strobilurus représente de petits champignons à pied fin et au chapeau à chair molle plus ou moins élastique et putrescible ; caractéristiques de l'ancienne classification des Collybies. Il partage avec sa famille des Physalacriaceae sa sporée blanche et son pied radicant. Ses principaux critères distinctifs sont sa biologie : il se développe sur des cônes ainsi que la coloration claire du haut de son pied.
Il s'agit d'un champignon au chapeau plat, faiblement conique, partiellement bombé au milieu, de 1 à 3 cm de large ; cette silhouette est dite « collyboïde ». Le jeune sporophore a une couleur beige à gris-brun blanchissant en vieillissant. Les lamelles sont échancrées, d'abord grisâtres, puis blanches et parfois crèmes, densément à moyennement serrées. Le pied est blanc se ternissant en vieillissant, sa partie supérieure étant toujours plus claire. Mince, il mesure de 20 à 80 mm de haut et présente une racine plus ou moins longue en fonction du substrat,. 
Les spores sont elliptiques, étroites et à trames régulières. Elles sont inamyloïde et restent hyalines. Elles mesurent de 4 à 5 µm de long et pour 2,5 à 3 µm de large.

### Confusions possibles
D'autres champignons se développant également dans les cônes peuvent avoir un aspect similaire :
- La Collybie queue de souris (Baeospora myosura), sur les cônes de Pins ou d'Épicéas. Chapeau également collyboïde, le pied n'est pas plus clair dans sa partie supérieure et ses lames sont plus serrées[8].
- Quelques Mycènes vraies à l'écologie similaire telles que la Mycène des cônes d'épicéa (Mycena plumipes) sur les cônes d'épicéa, la Mycène fleur des neiges (Mycena flos-nivium), Mycena laevigata et la Mycène de la forêt noire (Mycena sylvae-nigrae) sur différents conifères ainsi que la Mycène des cônes de pin (Mycena seynii) sur les pins. Elles se différencient principalement par leur silhouette franchement conique, dite « mycènoïde »[7].

## Écologie et distribution

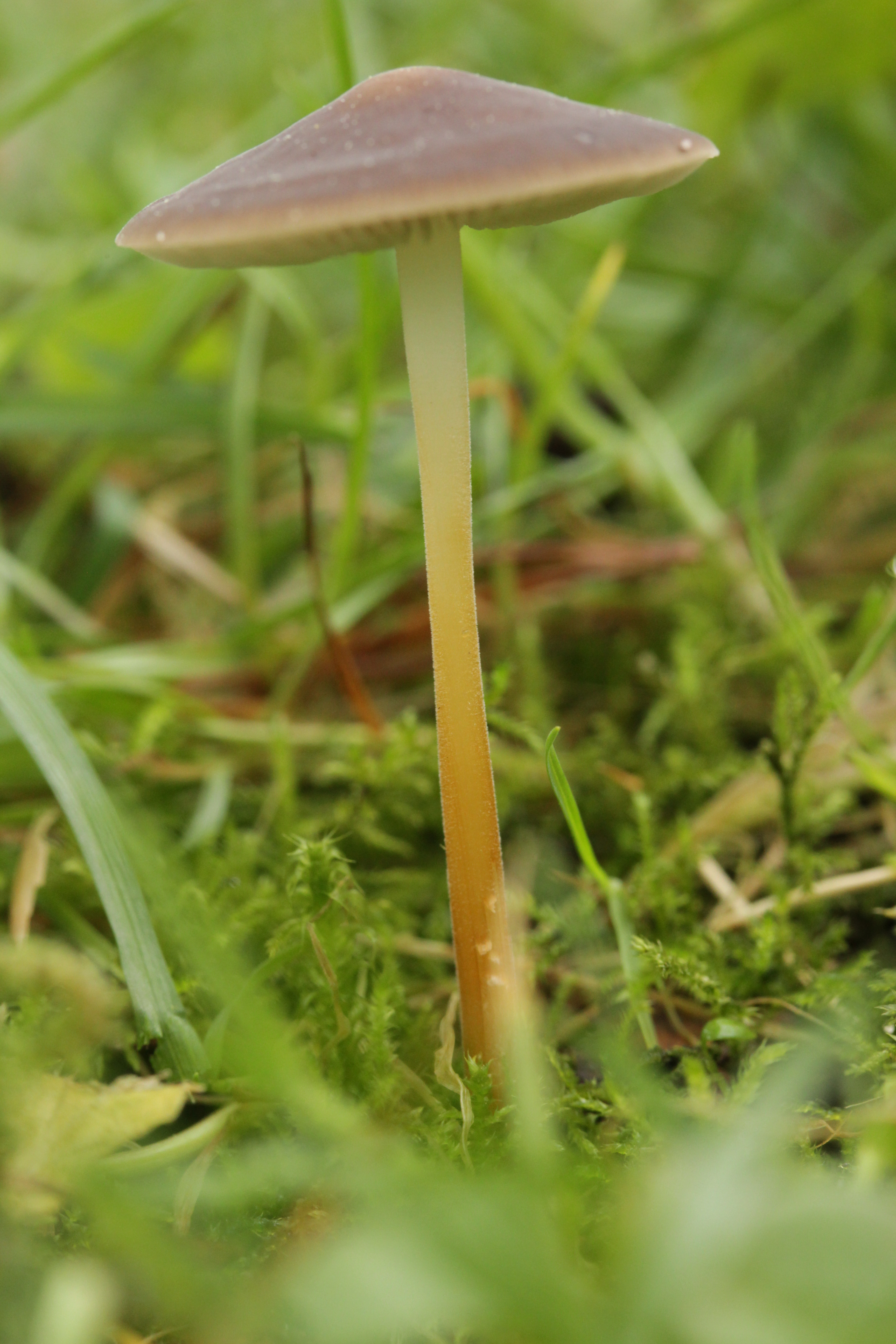
S. tenacellus, la Collybie tenace, sur Pin sylvestre (Europe)

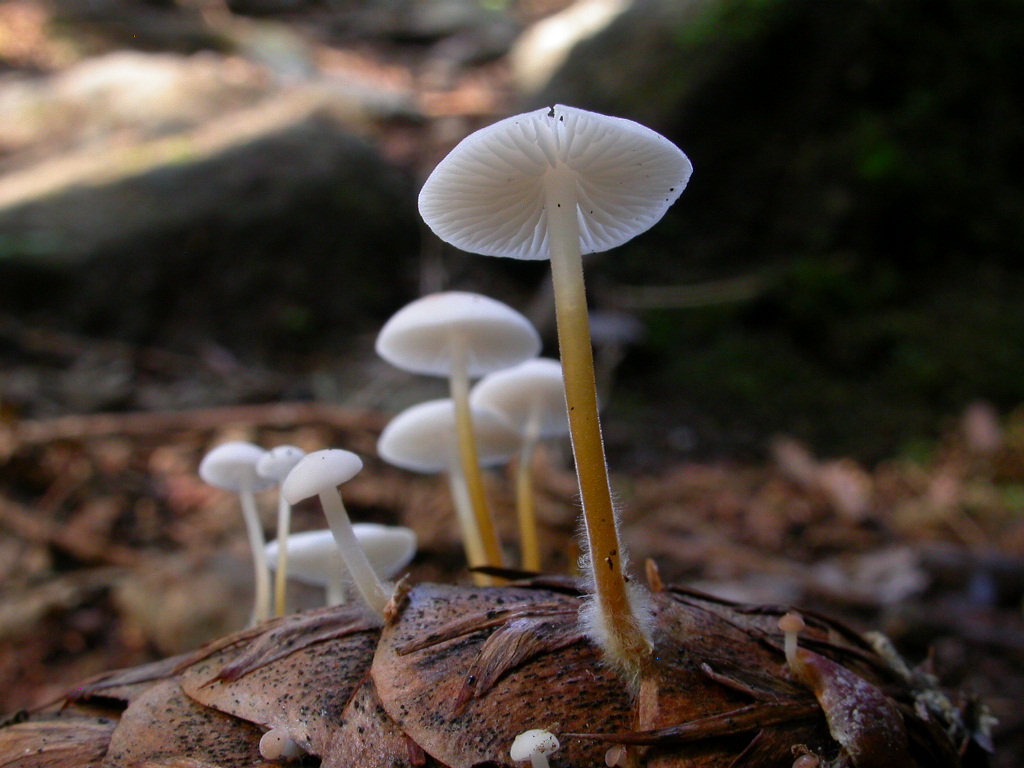
S. trullisatus sur le Sapin de Douglas et le Pin ponderos (Amérique du Nord)

Le genre Strobilurus est saprophyte, se développant sur des cônes sénescents de conifères à l'exception de S. conigenoides qui apprécie les cônes de Magnolias et les espèces chinoises les fruits de Liquidambars. S. esculentus est plus spécifique aux cônes d'Épicéas quand S. stephanocystis, S. luchuensis et S.pachycystidiatus  préfèrent les cônes de Pins ; ce dernier étant plus spécifique à ceux de Pinus armandii.  S. occidentalis, S. esculentus, S. trullisatus, S. wyomingensis, S. lignitilis, et S. orientalis portent une préférence plus ou moins marquée pour les cônes de quelques genres de Pinaceae. Quant à S. lignitilis, il présente la plus faible spécificité de substrat et apprécie les cônes de Pseudotsuga (dont le Sapin de Douglas), de Tsuga, de Picea, et aussi le bois en décomposition de conifères et de feuillus tels que les Bouleaux,,.
Le genre est holarctique, appréciant le climat tempéré. Il est présent en Amérique du Nord, en Europe, à l'Est de la Chine et au Japon. L'espèce la plus cosmopolite et courante est Strobilurus esculentus, la Collybie des cônes d'Épicéa,,. Trois espèces sont présentes en France, une espèce au Québec.

## Usages
Strobilurus tenacellus, entre autres champignons, est à l'origine de la découverte de la strobilurine, l'une des classes de fongicide agricole les plus utilisées de par le monde depuis 1996.

## Ensemble des espèces
Est regroupé ici l'ensemble des espèces reconnues selon Index Fungorum ; liste pondérée par les études phylogénétiques de 2018 de Qin et al.. Les espèces présentes en France selon l'INPN sont annotées avec un « F » ; celle du Québec avec un « Q ». L'espèce décrite en 2019 depuis la France par Régis Courtecuisse sous le nom Strobilurus griseus est recombinée en Pseudohiatula grisea. S. diminutivus serait une sous-espèce de S. tenacellus. Quant à S. albipilatus, de définition trop large, ce serait un synonyme de S. lignitilis ; de même, S. kemptoniae est un synonyme de S. trullisatus. 
- Strobilurus albipilatus, la Collybie à poils blancs[9] (Q)
- Strobilurus conigenoides
- Strobilurus diminutivus
- Strobilurus esculentus, la Collybie des cônes d'Épicéa[8] (F)
- Strobilurus lignitilis
- Strobilurus luchuensis
- Strobilurus occidentalis
- Strobilurus ohshimae
- Strobilurus orientalis
- Strobilurus pachycystidiatus
- Strobilurus stephanocystis, la Collybie des cônes de pin[8] (F)
- Strobilurus tenacellus, la Collybie tenace[8] (F)
- Strobilurus trullisatus
- Strobilurus wyomingensis